# محلة المنصورية
المنصورية حي من أحياء الموصل القديمة في العراق، يقع الحي إلى الشرق من محلة باب البيض الشرقي (التحتاني). ومساحة الحي صغيرة نسبيًا مقارنة بالأحياء الأخرى.

## أصل التسمية
نسبة إلى جامع الشيخ المنصوريـّة - ويعرف بجامع الشيخ محمد - المدفون فيه الحاج منصور التاجر بن حسين الحجّيات.

## أهم معالمها
- جامع الشيخ محمد